# カランジル
『カランジル』（原題：Carandiru）は、2003年に製作されたブラジル・アルゼンチンの映画。エクトール・バベンコ監督。日本では劇場未公開。

## キャスト
- Dr. Drauzio Varella：ルイス・カルロス・ヴァスコンセロス（ポルトガル語版、英語版）
- Lady Di: ロドリゴ・サントロ
- チコ：ミウトン・ゴンサウヴェス（ポルトガル語版、英語版）
- エゼキエル: ラザロ・ラモス（ポルトガル語版、英語版）
- アイルトン・グラーサ（ポルトガル語版、英語版）
- Zico：ヴァグネル・モウラ
- 魚屋：ミリェム・コルタス（ポルトガル語版、英語版）